# Adam Kasperowski
Adam Kasperowski (ur. 1784 w Kołomyi, zm. 6 listopada 1839 we Lwowie) – major wojsk Królestwa Polskiego, literat.

## Życiorys
Urodził się w 1784 i służył w wojsku. W wojnach napoleońskich odznaczony Legią Honorową oraz Orderem Obojga Sycylii. Brał udział w powstaniu listopadowym w stopniu majora i był szefem sztabu w 2 Dywizji Kawalerii gen.bryg. Jana Tomickiego. Odznaczony Krzyżem Kawalerskim Virtuti Militari w czerwcu 1831.
Adam Kasperowski był autorem romansu „Żale Elwiry” wydanego w Warszawie w 1821. Zajmował się również tłumaczeniem i w 1820 opublikował „Marzenia” T.Tasso. W latach 1838–39 był wydawcą „Dziennika rolniczo przemysłowego” we Lwowie. Opublikował parę prac dotyczących gorzelnictwa i piwowarstwa. Zmarł w 1839.

## Publikacje
- Katechizm przepisów podatkowania od wyrobów płynów spirytusowych, Lwów 1836,
- O gorzelniach parowych drewnianych, Lwów 1818,
- O pługu parowym bezkoleśnym, Lwów 1827,
- Rozbiór aparatów gorzelnianych, przytem nauka gorzelni parowych drewnianych, Lwów 1836,
- Sposób warzenia piwa parą bez szmelcowania, Lwów 1833,
- Die Brantweinbrennerci mit Wasserdampfen in Holzgefassen, Lipsk 1832
- Ueber die kohle Mauer, Lipsk 1833.